# Florencia Abella
Florencia Regina Abella, född 4 november 1984 i Buenos Aires, är en argentinsk-svensk kock.
Abella är sedan 2019 kökschef på restaurang Ekstedt i Stockholm som har en stjärna i Guide Michelin. Innan dess ansvarade hon för restaurangens testkök. Hon har tidigare arbetat sju år på restaurang Esperanto i Stockholm och har arbetat på flera framstående krogar i både Spanien, Italien och Dubai. I Spanien arbetade hon på Can Fabes där hon även träffade sin blivande man som var svensk kock vilket ledde till att de så småningom flyttade till Sverige. Ett av hennes första uppdrag i Sverige var att laga mat till kronprinsessan Victorias bröllop 2010.
Abella har medverkat i TV-programmet Kockarnas kamp i två säsonger: 2020 och 2023.
År 2022 släppte hon kokboken Asado om argentinsk grillning på bokförlaget Natur & Kultur.